# Carlos Rocamora
Carlos Rocamora Sellarés, conocido en el mundo del motociclismo como La Pava (Barcelona, 6 de abril de 1939) es un expiloto español de motociclismo. Se especializó en pruebas de resistencia y fue piloto oficial de Montesa durante la década de 1960. Ganó el Trofeo CAP de 1961, dos Campeonatos de España de resistencia (1963 y 1965) y uno de Europa (1965), todos ellos con Montesa. Disputó ocho ediciones de las 24 Horas de Montjuïc, donde consiguió dos segundos puestos, en 1963 y 1965. Ya con Bultaco y en compañía de Salvador Cañellas, fue ganador absoluto de esta prueba en 1969.
Carlos Rocamora se inició en el motociclismo muy joven, concretamente en noviembre de 1960 en Gerona. Inicialmente, había ido a esa prueba para participar en la carrera de karts, pero su kart se averió y no pudo correr. Entonces un amigo le dejó una moto para que pudiera disputar la carrera que acabó ganando. Un año después, en septiembre de 1961, Rocamora ganó la Subida a Sant Feliu de Codines contra pronóstico, estableciendo además un nuevo récord.